# John Shae Perring
John Shae Perring (24. ledna 1813 Boston – 16. ledna 1869 Manchester) byl britský inženýr, antropolog a egyptolog. V roce 1837 spolu s egyptologem Richardem Williamem Howardem a Giovannim Battistou Cavigliem zahájil vykopávky v Gízské nekropoli. Později se významně podílel na výzkumech v Abú Rawáš, Abúsíru, Sakkáře a Dáhšúru. Jako první egyptolog vstoupil do Veserkafovy pyramidy, objevil severní vstup do Lomené pyramidy a v interiéru Červené pyramidě po sobě zanechal nápisy na zdech.